# مارك جويهي
مارك جويهي (بالإنجليزية: Marc Guéhi) (مواليد 13 يوليو 2000) هو لاعب كرة قدم إنجليزي يلعب في نادي كريستال بالاس

## روابط خارجية
- مارك جويهي على موقع الاتحاد الأوربي (الإنجليزية)
- مارك جويهي على موقع قاعدة بيانات كرة القدم.إي يو (الإنجليزية)
- مارك جويهي على موقع ناشيونال فوتبول تيمز (الإنجليزية)
- مارك جويهي على موقع Soccerbase.com (لاعب) (الإنجليزية)
- مارك جويهي على موقع Soccerway.com (الإنجليزية)
- مارك جويهي على موقع عالم كرة القدم.نت (الإنجليزية)